# Manewry Floty Bałtyckiej w 1908 roku
Manewry Floty Bałtyckiej, które odbyły się w sierpniu 1908 roku, miały na celu weryfikację planu strategicznego Floty Bałtyckiej na wypadek wojny. 

## Plany strategiczne na Bałtyckim Teatrze Działań
Rosyjska klęska w bitwie pod Cuszimą stoczonej 27–28 maja 1905 roku oznaczała katastrofalne osłabienie Floty Bałtyckiej. Po zagładzie II Eskadry Marynarka Wojenna Imperium Rosyjskiego na Bałtyku posiadała już tylko 3 pancerniki, 2 krążowniki pancerne i 4 pancernopokładowe. W skład Floty Bałtyckiej wchodziły jeszcze co prawda o wiele liczniejsze siły lekkie, jednak dysproporcja w stosunku do Kaiserliche Marine została poważnie zachwiana. Podczas gdy Imperium Rosyjskie traciło okręty, Cesarstwo Niemieckie uczestniczyło w morskim wyścigu zbrojeń z Wielką Brytanią, cały czas zwiększając swój stan posiadania. Wybudowany pod koniec XIX wieku Kanał Cesarza Wilhelma umożliwiał bezproblemowe przerzucenie całych flot z atlantyckiego na bałtycki teatr działań. Nie tylko jednak liczba okrętów niepokoiła resort marynarki. Słabo funkcjonował wywiad morski, artyleria okrętowa i nadbrzeżna była przestarzała i rzadko działała, brakowało stoczni do odbudowy floty i remontów. Na domiar złego morale marynarzy było wyjątkowo niskie, co też objawiło się w buntach we flocie w latach 1905–1906. W opisanej sytuacji ambicje cesarza co do silnej floty oceanicznej musiały zostać zweryfikowane. W resorcie marynarki wybuchła panika – zakładano, że Kaiserliche Marine w ciągu trzech dni będzie w stanie zniszczyć całą Flotę Bałtycką, po czym wysadzi desant na przedpolach rosyjskiej stolicy. Obawiano się też, że w przypadku wybuchu wojny dołączy do niej Szwecja, która w sprzyjających okolicznościach będzie chciała odzyskać Finlandię, część nieobeznanej politycznie kadry dowódczej spodziewała się również starcia z siłami Royal Navy. Okoliczności te złożyły się na potrzebę przygotowania nowego planu strategiczno-operacyjnego, którego głównym celem będzie obrona Petersburga .
Plan został opracowany na podstawie podpisanych przez cesarza Mikołaja II 1 kwietnia?/14 kwietnia 1907 roku „Strategicznych założeń do planu wojny na morzu”. Dokument ten zakładał, że Marynarka Wojenna Imperium Rosyjskiego na Bałtyku będzie musiała stawić czoła marynarkom Niemiec i Szwecji. Wobec zdecydowanej przewagi potencjalnych przeciwników Flota Bałtycka miała podejmować jedynie działania obronne w basenie Zatoki Fińskiej. Szczegóły planu strategiczno-operacyjnego opracowanego po przyjęciu dokumentu zakładały, że linią defensywy będzie południk 27° E, przebiegający przez Gogland. Wyspa ta miała stać się centrum obrony i miejscem stoczenia decydującej bitwy, otoczonym pozycjami minowymi. Wejście do zatoki patrolować miały krążowniki, które po kontakcie z nieprzyjacielem wycofałyby się na wschód, naprowadzając wrogie okręty na zagrody minowe. Marsz zespołów przeciwnika swoimi działaniami miały spowalniać okręty podwodne oraz kontrtorpedowce. Ze względu na niedobór krążowników postanowiono zorganizować na wybrzeżach zatoki posterunki obserwacyjne oraz stacje łączności.

## Manewry
Jako metodę weryfikacji planów Sztab Generalny Marynarki Wojennej wybrał przeprowadzenie manewrów morskich w sierpniu 1908 roku. Z Floty Bałtyckiej wyodrębniono dwa zespoły: flotę ofensywną („nieprzyjaciela”) pod dowództwem kontradmirała Nikołaja von Reitzensteina i flotę defensywną („rosyjską”) pod dowództwem kontradmirała Edwarda Szczęsnowicza. Do udziału w ćwiczeniach przydzielono łącznie 97 okrętów, z czego:
- w skład floty ofensywnej weszły między innymi:
  - pancernik „Impierator Aleksandr II”(inne języki),
  - lekkie krążowniki „Awrora” i „Diana”,
  - 2 dywizjony kontrtorpedowców;
- w skład floty defensywnej weszły między innymi:
  - pancerniki „Cesariewicz” i „Sława”,
  - lekkie krążowniki „Bogatyr’”(inne języki) i „Oleg”,
  - 3 dywizjony kontrtorpedowców,
  - 3 dywizjony torpedowców,
  - 1 dywizjon okrętów podwodnych.

Przebieg manewrów obserwowali oficerowie Sztabu Generalnego oraz – z krążownika torpedowego „Pogranicznik” – cesarz Mikołaj II.
Zadania jakie postawiono flocie ofensywnej, to przebycie trasy z Libawy do Zatoki Fińskiej i wysadzenie desantu w jej wschodniej części. Flota defensywna miała jak najszybciej wykryć, a następnie obserwować okręty przeciwnika. W początkowej fazie celem działań było opóźnianie floty ofensywnej, a ostatecznie należało zapobiec wysadzeniu desantu. Flota defensywna stacjonowała w bazach w Kronsztadzie i Sveaborgu – jednym z celów manewrów była weryfikacja sprawności tych baz w zaopatrywaniu floty i zadaniach mobilizacyjnych. 
Przedarcie się do wschodniej części Zatoki Fińskiej zajęło flocie ofensywnej cztery dni – nie napotkała ona w tym czasie poważniejszych przeszkód ze strony floty rosyjskiej. Po skutecznym zablokowaniu floty defensywnej w jej bazach, nie niepokojony zespół floty ofensywnej wysadził dwa desanty – główny na półwyspie Porkkala i pomocniczy w pobliżu Sveaborga.

## Wnioski
Na podstawie zebranych przez oficerów sztabu obserwacji kontradmirał Lew Brusiłow opracował raport końcowy. Jako główną przyczynę niepowodzenia floty defensywnej wskazał on błędy w dowodzeniu. Tłumiona była inicjatywa oddolna, okręty wykorzystywano niezgodnie z ich przeznaczeniem (na przykład stawiacze min przeprowadzały zwiad), nie opracowano szczegółowego planu obrony. Manewry wykazały dodatkowo takie mankamenty jak: niewystarczające wyszkolenie załóg, niezadowalająca służba obserwacyjna, problemy z komunikacją, braki w wyposażeniu bojowym okrętów oraz niskiej jakości węgiel, wydzielający przy spalaniu za dużo dymu. Z uznaniem spotkały się natomiast sprawność i wyszkolenie Dywizji Kontrtorpedowej, która była w stanie manewrować w nocy po szkierach bez pilotów i świateł pozycyjnych. Było to w dużej mierze zasługą dowódcy Dywizji Nikołaja von Essena, który musiał przezwyciężać niechęć dowódców okrętów do niebezpiecznych manewrów. Został on za to doceniony pochwałą carską, a 7 grudnia?/20 grudnia 1908 roku zastąpił Szczęsnowicza na stanowisku Naczelnika Sił Morskich na Bałtyku. Jako głównodowodzący Flotą Bałtycką von Essen podjął starania w celu zamiany planu głębokiej obrony biernej na koncepcję obrony aktywnej. Próby te nie zyskały jednak uznania w Sztabie Generalnym Marynarki Wojennej, który przygotował własny, co do idei podobny do poprzedniego „Plan Strategiczny rozwinięcia Floty Bałtyckiej na wypadek wojny powszechnej w Europie”. Został on zatwierdzony przez cara 30 czerwca?/13 lipca 1912 roku i obowiązywał w momencie wybuchu I wojny światowej.